# Aechmea guaratubensis
Aechmea guaratubensis är en gräsväxtart som beskrevs av Edmundo Pereira. Aechmea guaratubensis ingår i släktet Aechmea och familjen Bromeliaceae. Inga underarter finns listade i Catalogue of Life.